# Эйрихсхоф
Эйрихсхоф (нем. Schloss Eyrichshof) — замок в общине Эйрихсхоф, примерно в одном километре к северу от городка Эберн в районе Хасберге в Нижней Франконии, в земле Бавария, Германия. Большой замок окружённый защитным рвом находился во владении баронов фон Ротенхан с XIV века и до сих пор пор остаётся в собственности этой семьи.

## История
Замок Эйрихсхоф впервые упоминается в документах в 1232 году. Рядом, вероятно, находилась ферма расположенной неподалёку крепости Ротенхан. Там обосновались дворяне из одноимённой семьи. После разрушения Фельзенбурга войсками епископа Вюрцбурга в 1323 году семья Ротенхан сначала переехала в Фишбах. Между 1330—1340 годами ферма в Эйрихсхофе была укреплена и превращена в замок со рвом. Причём родовой замок семьи Ротенхан по договору от 1324 года не был разрешен к восстановлению.
Поначалу была построена только каменная рыцарская башня. Позднее были пристроены другие здания. В 1525 году во время Крестьянской войны замок был разрушен. В 1533 году началось восстановление. Примерно до 1580 года реконструкция шла очень медленно. Однако при Себастьяне II был создан впечатляющий ренессансный комплекс, который в целом сохранился до наших дней. В эпоху барокко производились серьёзные перестройки во внешнем облике и во внутренних интерьерах. В 1735—1746 построено новое северное крыло.
Внешние рвы оставались заполненными водой и в XVII, и в XIX веках. В 1849—1850 окружающий замок парк был перестроен в английским стиле. При Юлии фон Ротенхане произошла новая реконструкция. После Второй мировой войны замковый комплекс не раз служил декорацией, на фоне которой снимались фильмы и сериалы.
Сегодня внутренняя часть замка открыта для публики только по особой договорённости.

## Описание замка
Замок состоит из центрального здания, к каждому концу которого под прямым углом пристроено боковое крыло. Центральное и южные здания по-прежнему сохраняют стены и многие элементы XVI века, а северный флигель («гостевой дом») существенно отличается: он построен в 1735 году в стиле рококо. 
Перед садом у южного крыла имеется терраса с открытой лестницей. Мощная пятиэтажная круглая пристроена к центральному корпусу с западной стороны. В XIX она была значительно перестроена, чтобы из функционального фортификационного сооружения стать более уютным жилым зданием. Еще одна башня служит крутой лестницей, которая позволяет подниматься на верхние этажи. 
Для публики иногда открывают только Рыцарский зал. Внутрь ведут великолепные двери эпохи Возрождения с богато украшенными створками. 
В «Гостевом доме» до сих пор имеется комната, созданная в стиле рококо, с зеркальным потолком и овальными портретами представителей рода фон Ротенхан. Библиотека замка создана в стиле ренессанс в XIX веке. 
Обширные хозяйственные постройки и конюшни размещаются к северу и востоку от замка. Большинство из этих зданий построены в XVIII и XIX веках. Проход на центральную площадь перед главным зданием замка предусмотрен с востока через круглые арочные ворота с гербом рода фон Ротенхан. Окружающая внешняя стена защищена двумя невысокими круглыми башнями. К югу от замка построена большая часовня. Это здание построено в 1686 году вместо предыдущей часовни, которая сгорела во время пожара, и практически не изменилось с тех пор. Интерьер внутри выполнен в стиле барокко.

## Парк
Замковый комплекс окружёно большим парком в английским стиле. 

## Галерея

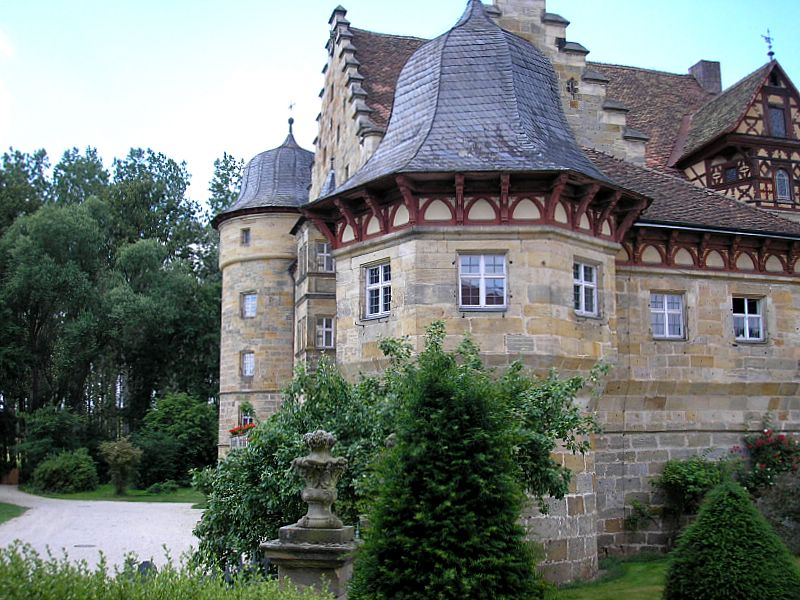
Вид со стороны сада (Юго-восточная сторона)
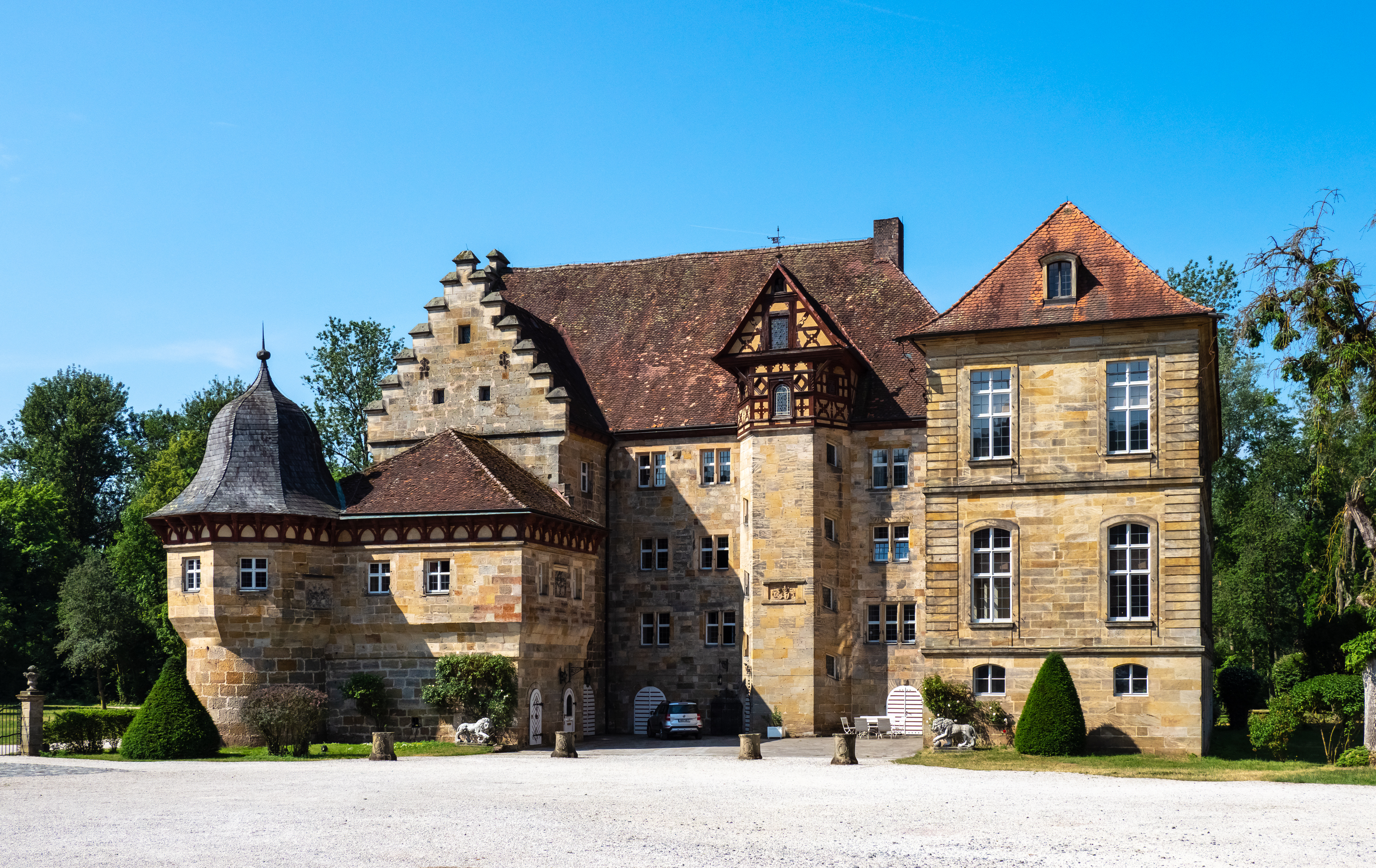
Двор замка (восточная сторона)
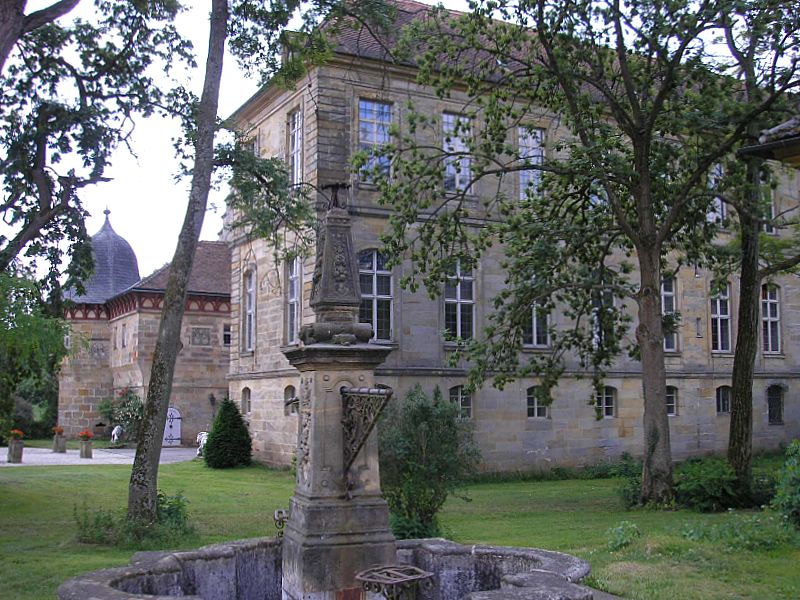
Гостевая пристройка (вид с севера)
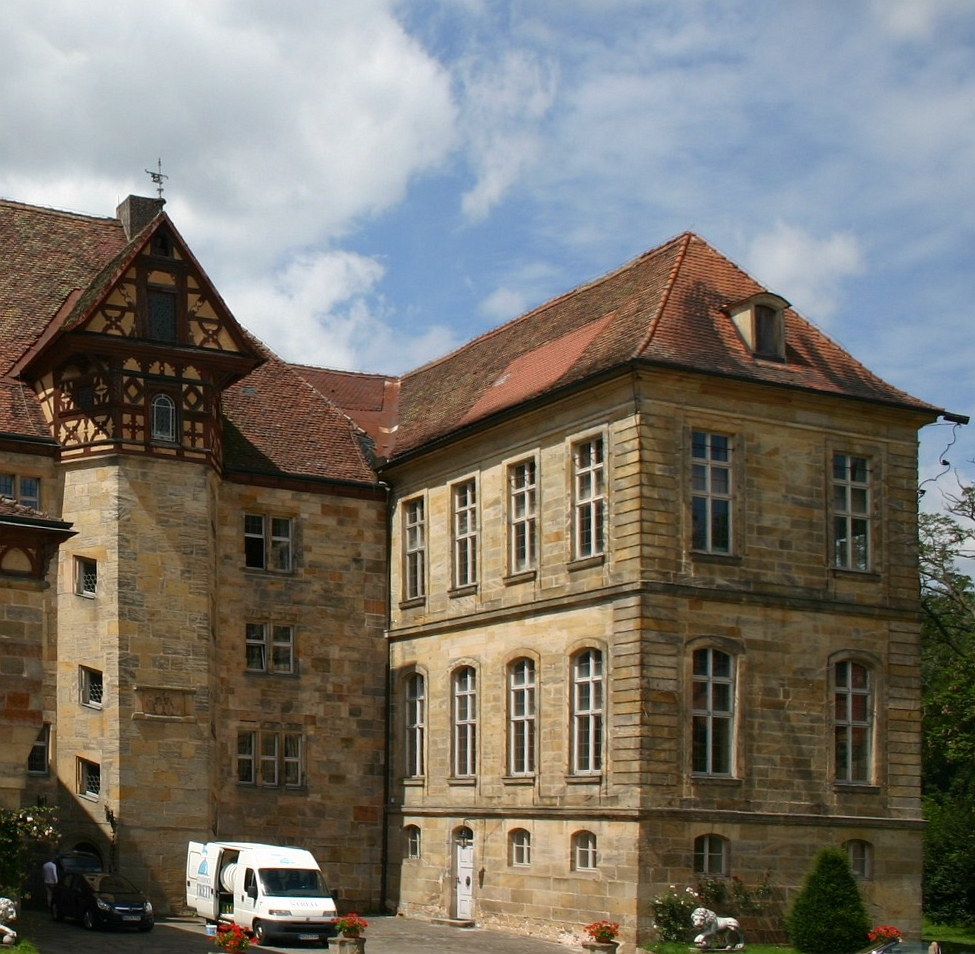
Северный флигель (вид с востока)
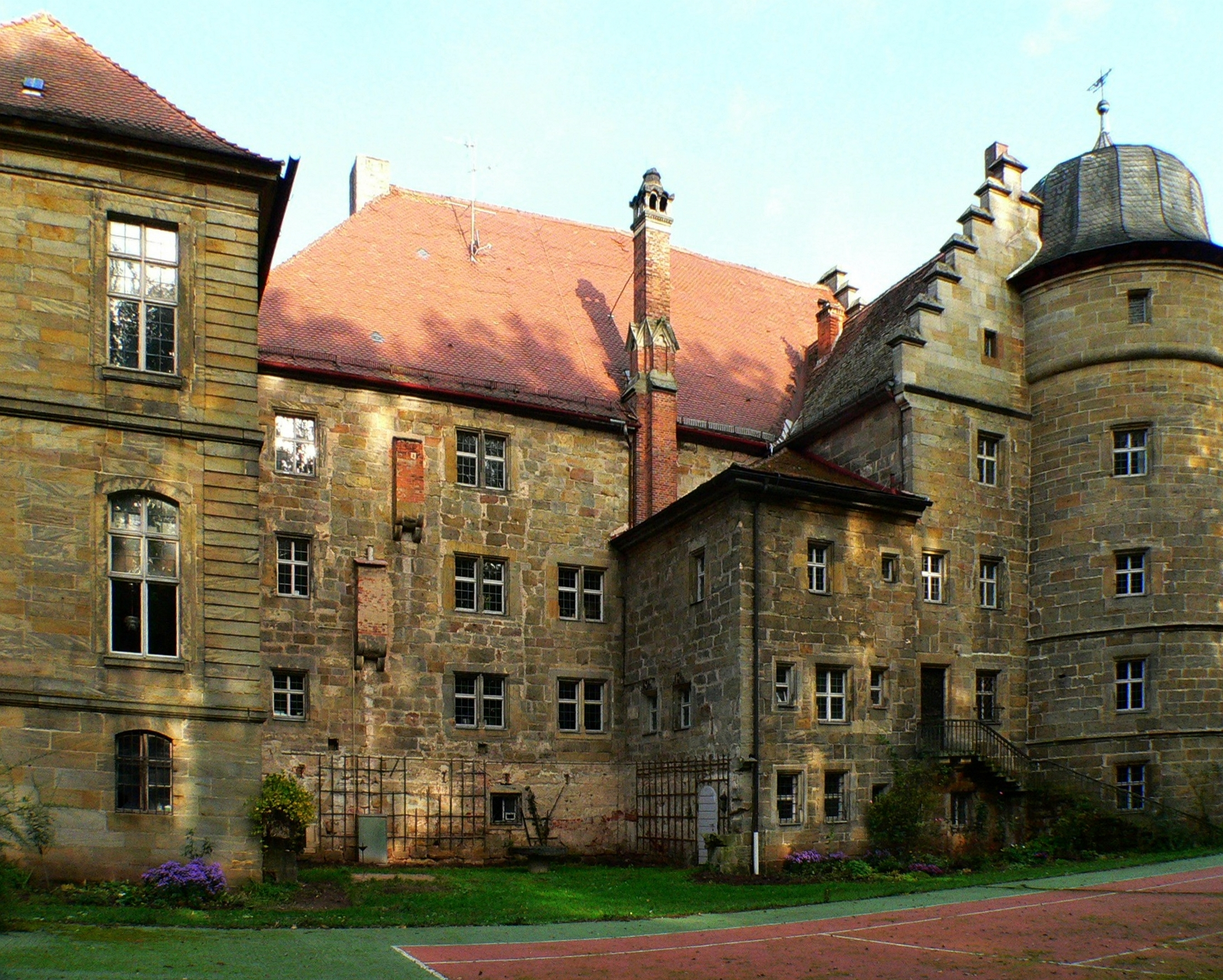
Западный фасад